# 가스미정
가스미정(香住町)은 효고현 북부 기노사키군에 존재했던 정이다. 현재의 가미정에 해당한다.
2005년 4월 1일, 과거의 미카타군 미카타정, 무라오카정과 합병해 미카타군 가미정이 되었기 때문에 소멸하였다.

## 역사
- 1889년 4월 1일 - 정촌제 시행과 함께 미쿠미군 10촌의 구역을 확대해 가스미촌이 성립하였다.
- 1896년 4월 1일 - 가스미촌이 기노사키군으로 변경되었다.
- 1925년 10월 1일 - 정으로 승격해 가스미정이 되었다.
- 1955년 3월 25일 - 오쿠사즈촌, 구치사즈촌, 나가이촌, 아마루베촌과 합병해 새로운 가스미정이 성립하였다.
- 2005년 4월 1일 - 무라오카정, 기노사키군 가스미정과 합병해 미카타군 가미정이 성립하였다. 동일 가스미정은 폐지되었다. 전역이 구·오지로 촌역에 해당하므로 주민의 요망에 의해 지역 자치구명은 오다이구가 되었다.

## 교통

### 철도
- 서일본 여객철도 산인 본선 (중심역 :가스미역)

### 도로
- 국도 178호선